# Nashville Metros
El Nashville Metros fue un equipo de fútbol de los Estados Unidos que alguna vez jugó en la USL Premier Development League, la cuarta liga de fútbol más importante del país.

## Historia
Fue fundado en 1989 en la ciudad de Nashville, Tennessee por Lynn Agee y Devinder Sandhu y debutaron en la SISL tanto en fútbol como en fútbol indoor, esta última sección desapareció en 1996 tras haber ganado solo seis partidos en seis temporadas en las que participaron.
El club en fútbol fue lo contrario, ya que obtenían buenos resultados, teniendo su primera temporada ganadora en 1995, consiguiendo su primera aparición en los playoffs. En 1997 se mudaron a la A-League, donde clasificaron por primera vez a la US Open Cup, eliminando al Delaware Wizards de la tercera división antes de enfrentar al Kansas City Wizards de la MLS, dando la sorpresa y avanzando a los cuartos de final para ser eliminado por el Dallas Burn de la MLS.
En 1999 el club tuvo que reorganizarse por problemas financieros, y cambiaron su nombre por el de Tennessee Rhythm y se mudaron a la ciudad de Franklin, Tennessee, pero retomaron su nombre anterior en 2001. Clasificaron a la US Open Cup en dos ocasiones más, enfrentando a equipos de la MLS como el Dallas Burn y Los Angeles Galaxy y para el año 2002 se mudaron a la USL Premier Development League.
El club clasificó ocho veces a los playoffs, aunque no volvieron a clasificar desde el 2004. En el año 2012 el club desaparece al finalizar la temporada, siendo uno de los equipos de fútbol con más tiempo de duración en Estados Unidos.

## Palmarés
- A-League Central Conference: 1

1998

## Temporadas

### Fútbol
| Año  | División | Liga           | Temporada Regular    | Playoffs                 | US Open Cup      |
| ---- | -------- | -------------- | -------------------- | ------------------------ | ---------------- |
| 1991 | N/A      | SISL           | 4, Southeast         | No clasificó             | No participó     |
| 1992 | N/A      | USISL          | 5º, Southeast        | No clasificó             | No participó     |
| 1993 | N/A      | USISL          | 6º, Southeast        | No clasificó             | No participó     |
| 1994 | 3        | USISL          | 5º, Midsouth         | Semifinal Divisional     | No participó     |
| 1995 | 4        | USISL Premier  | 3º, Eastern          | Semifinal Divisional     | No clasificó     |
| 1996 | 4        | USISL Premier  | 4º, Eastern Northern | Final Divisional         | No clasificó     |
| 1997 | 2        | USISL A-League | 2º, Central          | Semifinal Divisional     | No clasificó     |
| 1998 | 2        | USISL A-League | 1º, Central          | 1/4 de Conferencia       | Cuartos de final |
| 1999 | 2        | USL A-League   | 6º, Central          | No clasificó             | No clasificó     |
| 2000 | 2        | USL A-League   | 5º, Central          | No clasificó             | 2.ª Ronda        |
| 2001 | 2        | USL A-League   | 4º, Central          | 1.ª Ronda                | 2.ª Ronda        |
| 2002 | 4        | USL PDL        | 4º, Mid South        | 1.ª Ronda                | No clasificó     |
| 2003 | 4        | USL PDL        | 3º, Mid South        | No clasificó             | No clasificó     |
| 2004 | 4        | USL PDL        | 4º, Mid South        | Semifinal de Conferencia | No clasificó     |
| 2005 | 4        | USL PDL        | 5th, Mid South       | No clasificó             | No clasificó     |
| 2006 | 4        | USL PDL        | 5º, South Atlantic   | No clasificó             | No clasificó     |
| 2007 | 4        | USL PDL        | 7º, Southeast        | No clasificó             | No clasificó     |
| 2008 | 4        | USL PDL        | 7º, Southeast        | No clasificó             | No clasificó     |
| 2009 | 4        | USL PDL        | 7º, Southeast        | No clasificó             | No clasificó     |
| 2010 | 4        | USL PDL        | 7º, Southeast        | No clasificó             | No clasificó     |
| 2011 | 4        | USL PDL        | 5º, Southeast        | No clasificó             | No clasificó     |
| 2012 | 4        | USL PDL        | 4º, South Atlantic   | No clasificó             | No clasificó     |

### Fútbol Indoor
| Año     | División | Liga         | Temporada Regular | Playoffs     |
| ------- | -------- | ------------ | ----------------- | ------------ |
| 1990/91 | N/A      | SISL Indoor  | 9º, Southeast     | No clasificó |
| 1991/92 | N/A      | USISL Indoor | 4º, Southeast     | No clasificó |
| 1992/93 | N/A      | USISL Indoor | 4º, Southeast     | Playoffs     |
| 1993/94 | N/A      | USISL Indoor | 6º, Southeast     | No clasificó |
| 1994/95 | N/A      | USISL Indoor | 4º, Mid South     | No clasificó |
| 1995/96 | N/A      | USISL Indoor | 7º, Southeast     | No clasificó |

## Estadios
- Estadios de Nashville y Franklin; (1990–1996)
- Estadio de Franklin; (1999–2000)
- Ezell Park; Nashville, Tennessee (1997–1998, 2001–2011)
- Siegel Park; Murfreesboro, Tennessee 5 juegos (2007–2010)
- E.S. Rose Park; Nashville, Tennessee; (2012)

## Entrenadores desde 1998
| - Greg Petersen (1998–1999) - Brett Mosen (2000–2001) - Andy Poklad (2002–2004) - Rico Laise (1999, 2007–2008) | - Richard Askey (2009) - Obed Compean (2005–2006, 2010) - Ricardo López (2011) - Brent Goulet (2012) |

## Jugadores

### Jugadores destacados
| - Jay Ayres - Kainoa Bailey - Kalin Bankov - Jon Busch - Danny DeVall | - Gabe Eastman - Albert Edward - John Jones - Pasi Kinturi - Steve Klein | - Tony Kuhn - Jamel Mitchell - Richard Mulrooney - J. P. Rodrigues - Daryl Sattler |